# Alnus cremastogyne
Alnus cremastogyne — вид квіткових рослин з родини березових. Поширення: Китай (Сичуань, Ганьсу, Гуйчжоу, Шасі, Чжецзян).

## Біоморфологічна характеристика
Це дерево заввишки до 40 метрів. Кора сіра, гладка. Гілочки сірі або сіро-коричневі, голі. Ніжка листка 1–2 см, гола, іноді світло-жовто запушена у молодому віці. Листкова пластинка оберненояйцеподібна, оберненояйцеподібно-довгаста, довгаста або оберненоланцетна, 4–14 × 3.5–8 см, знизу густо залозиста, майже гола, бородчаста в пазухах бічних жилок, зверху рідко залозиста, в молодості ворсинчаста, гола, основа клиноподібна або майже закруглена, край неясно та віддалено тупо-пилчастий, верхівка різко загострена; бічні жилки 8–10 з кожного боку від середньої жилки. Жіноче суцвіття 1, пазушне, довгасте, 1–3.5 × 0.5–2 см. Горішок яйцеподібний, ≈ 3 мм, з перетинчастими крильцями ≈ 1/2 ширини горішка. Цвітіння: травень — липень, плодіння: серпень і вересень.

## Середовище
Зростає на висотах від 500 до 3000 метрів. Це швидкорослий вид, що зустрічається в лісах на гірських схилах або вздовж берегів струмків. Він переносить бідний ґрунт, теплолюбний та світлолюбний (вимагає високих температур та рівня сонячного світла).

## Використання
Цей вид має потенціал стати дуже перспективним широколистяним деревом для комерційних цілей і використовується для відновлення рослинності на південь від річки Янцзи. Цей вид широко поширений вздовж долини Янцзи і зараз досяг 1,5 мільйона гектарів, щорічно збільшуючись на 7000 гектарів.